# OVW Women's Championship
Le OVW Women's Championship est un titre de catch féminin de la Ohio Valley Wrestling créé le 2 juin 2006 et encore actif aujourd'hui.
Le titre a été possédé par 29 championnes différentes (dont une co-possession entre deux catcheuses) et 1 catcheur, pour un total de 73 règnes. 
Le 7 décembre 2013, The Bodyguy bat Lei'D Tapa et devient le premier homme à avoir possédé ce titre.

## Historique
En juillet 2016, la règle 24/7 est créée pour ce titre, pouvant être remit en jeu n'importe quand y compris lors des live events et des show non-télévisés.

## Liste des règnes
| #  | Catcheuse           | Règnes | Date              | Nombre de jours | Notes |
| -- | ------------------- | ------ | ----------------- | --------------- | --- |
| 1  | ODB                 | 1      | 12 juillet 2006   | 63 jours        | S'est auto-proclamée championne. |
| 2  | Serena              | 1      | 13 septembre 2006 | 21 jours        | Remporte un fatal four-way match contre ODB, Beth Phoenix et Katie Lea. |
| 3  | Beth Phoenix        | 1      | 4 octobre 2006    | 28 jours        | Contre Serena. Elle perdra, puis reprendra le titre face à Victoria Crawford, mais le règne de cette dernière sera considéré comme inexistant.                                      |
| 4  | Katie Lea           | 1      | 1er novembre 2006 | 212 jours       | Remporte un gauntlet match. |
| 5  | ODB                 | 2      | 1er juin 2007     | 110 jours       | Contre Katie Lea. |
| 6  | Roucka              | 1      | 19 septembre 2007 | 154 jours       | Contre Serena, Melody, Josie, Katie Lea et ODB. |
| 7  | Katie Lea           | 2      | 20 février 2008   | 7 jours         | Contre Roucka. |
| 8  | Josie               | 1      | 27 février 2008   | 86 jours        | Contre Katie Lea. |
| 9  | Serena              | 2      | 23 mai 2008       | 40 jours        | Contre Josie. |
| 10 | Josie               | 2      | 2 juillet 2008    | 0 jour          | Contre Serena. |
| 11 | Serena              | 3      | 2 juillet 2008    | 14 jours        | Contre Josie. |
| 12 | Reggie              | 1      | 16 juillet 2008   | 0 jour          | Contre Serena. |
| 13 | Serena              | 4      | 16 juillet 2008   | 8 jours         | Contre Reggie. |
| 14 | The Baroness        | 1      | 24 juillet 2008   | 0 jour          | Contre Serena et Josie. |
| 15 | Serena              | 5      | 24 juillet 2008   | 7 jours         | Contre The Baroness. |
| 16 | Josie               | 3      | 31 juillet 2008   | 7 jours         | Contre Serena. |
| 17 | Serena              | 6      | 7 août 2008       | 97 jours        | Contre Josie. |
| 18 | Melody              | 1      | 12 novembre 2008  | 273             | Contre Serena, Reggie et Josie. |
| 19 | Epiphany            | 1      | 12 septembre 2009 | 56              | Contre Melody. |
| 20 | Hannah Blossom      | 1      | 7 octobre 2009    | 52              | |
| 21 | Josie               | 4      | 28 novembre 2009  | 4 jours         | |
| 22 | Hannah Blossom      | 2      | 2 décembre 2009   | 14 jours        | |
| 23 | Josie               | 5      | 16 décembre 2009  | 98 jours        | |
| 24 | C.J Lane            | 1      | 24 mars 2010      | 94 jours        | |
| 25 | Taryn Shay          | 1      | 26 juin 2010      | 35 jours        | |
| 26 | Holly Blossom       | 2      | 31 juillet 2010   | 28 jours        | |
| 27 | Lady JoJo           | 6      | 28 août 2010      | 343 jours       | |
| 28 | Izza Belle Smothers | 1      | 6 août 2011       | 18 jours        | |
| 29 | Lady JoJo           | 7      | 24 août 2011      | 80 jours        | |
| 30 | Taeler Hendrix      | 1      | 12 novembre 2011  | 203 jours       | |
| 31 | Epiphany            | 2      | 2 juin 2012       | 25 jours        | |
| —  | Vacant              | 1      | 27 juin 2012      | 10 jours        | Titre rendu vacant par le membre Ken Wayne. |
| 32 | Taeler Hendrix      | 2      | 7 juillet 2012    | 70 jours        | |
| 33 | Heidi Lovelace      | 1      | 15 septembre 2012 | 59 jours        | |
| 34 | Taryn Terrell       | 1      | 13 novembre 2012  | 19 jours        | |
| 35 | Taeler Hendrix      | 3      | 2 décembre 2012   | 34 jours        | |
| 36 | Jessie Belle        | 1      | 5 janvier 2013    | 56 jours        | |
| 37 | Epiphany            | 3      | 2 mars 2013       | 102 jours       | |
| 38 | Trina               | 1      | 17 avril 2013     | 141 jours       | |
| /  | Vacant              | /      | 5 septembre 2013  | /               | Titre rendu vacant à la suite de la blessure de Trina. |
| 39 | Hannah Blossom      | 3      | 18 septembre 2013 | 17 jours        | Contre Holly Blossom, Taeler Hendrix et Lei'D Tapa dans un fatal four-way ladder match.                                                                                             |
| 40 | Lei'D Tapa          | 1      | 5 octobre 2013    | 63 jours        | |
| 41 | The Bodyguy         | 1      | 7 décembre 2013   | 28 jours        | Il devient le premier homme à avoir gagné ce titre. |
| 42 | Lei'D Tapa          | 2      | 4 janvier 2014    | 56 jours        | |
| 43 | Jessie Belle        | 2      | 1er mars 2014     | 36 jours        | |
| 44 | Lei'D Tapa          | 3      | 6 avril 2014      | 209             | |
| —  | Vacant              | 2      | 1er novembre 2014 | 751 jours       | Titre rendu vacant parce qu'ils n'ont pas assez de catcheuses. |
| 45 | Jessie Belle        | 3      | 21 novembre 2015  | 77 jours        | Bat Taeler Hendrix, Rebel, Ray Lyn, Maria James, Luscious Lexie, Lucy Blossom, The Amazing Grace, Hanna et ODB dans une battle royal avec 10 femmes pour remporter le titre vacant. |
| 46 | Maria James         | 1      | 6 février 2016    | 35              | |
| 47 | Jessie Belle        | 4      | 12 mars 2016      | 63              | |
| 48 | Scarlet             | 1      | 14 mai 2016       | 49              | |
| 49 | Jessie Belle        | 5      | 2 juillet 2016    | 11              | C'était un 4 way fatal match incluant également Maria James & Deonna Purrazzo. |
| 50 | Maria James         | 2      | 13 juillet 2016   | 7               | À la suite de la nouvelle règle 24/7, le match ne fut pas télévisé. |
| 51 | Jessie Belle        | 6      | 20 juillet 2016   | 0               | |
| 52 | Scarlet             | 2      | 20 juillet 2016   | 0               | |
| 53 | Jessie Belle        | 7      | 20 juillet 2016   | 0               | |
| 54 | Maria James         | 3      | 20 juillet 2016   | 0               | |
| 55 | Jessie Belle        | 8      | 20 juillet 2016   | 7               | |
| 56 | Maria James         | 4      | 27 juillet 2016   | 0               | |
| 57 | Jessie Belle        | 9      | 27 juillet 2016   | 0               | |
| 58 | Izza Belle Smothers | 2      | 27 juillet 2016   | 7               | |
| 59 | Jessie Belle        | 10     | 3 août 2016       | 0               | |
| 60 | Maria James         | 5      | 3 août 2016       | 0               | |
| 61 | Jessie Belle        | 11     | 3 août 2016       | 0               | |
| 62 | Jamie Lynn          | 1      | 3 août 2016       | 14              | |
| 63 | Maria James         | 6      | 17 août 2016      | 77              | |
| 64 | Rebel               | 1      | 2 novembre 2016   | 140             | Randy Royal était l'arbitre spéciale du match. |
| 65 | Madi Maxx           | 1      | 22 mars 2017      | 52              | |
| 66 | Cali                | 1      | 13 mai 2017       | 49              | |
| 67 | Mickie Knuckles     | 3      | 1er juillet 2017  | 60              | C'était un"Mickie's playhouse" match. Knuckles était précédemment connue sous le nom de Izza Belle Smothers.                                                                        |
| -  | Vacant              | -      | 30 août 2017      |                 | Vacant à la suite de problèmes personnels de Knuckles. |
| 68 | Jaylee              | 1      | 2 septembre 2017  | 252             | Elle bat Cali pour remporter le titre vacant. |
| 69 | Cali                | 2      | 12 mai 2018       | 56              | |
| 70 | Jaylee              | 2      | 7 juillet 2018    | 162             | C'était un match de soumission. |
| 71 | Brittany Devore     | 2      | 14 décembre 2018  | 56              | |
| 72 | Jaylee              | 3      | 8 février 2019    | 5               | C'était un 4-Way match incluant aussi Cali et Valerie Verman |
| 73 | Cali                | 3      | 13 février 2019   | 1+              | |

## Règnes combinés
| Rang | Catcheuses                          | Règnes combinés | Jours combinés |
| ---- | ----------------------------------- | --------------- | -------------- |
| 1    | Josie/Lady JoJo                     | 7               | 621            |
| 2    | Lei'D Tapa                          | 3               | 328            |
| 3    | Taeler Hendrix                      | 3               | 308            |
| 4    | Jaylee                              | 2               | 417            |
| 5    | Melody                              | 1               | 273            |
| 6    | Jessie Belle                        | 11              | 250            |
| 7    | Katie Lea                           | 2               | 219            |
| 8    | Serena                              | 6               | 187            |
| 9    | ODB                                 | 2               | 173            |
| 10   | Roucka                              | 1               | 154            |
| 11   | Trina Thompson                      | 1               | 141            |
| 12   | Rebel                               | 1               | 140            |
| 13   | Epiphany                            | 3               | 130            |
| 14   | Maria James                         | 6               | 119            |
| 15   | Cali                                | 2               | 105            |
| 16   | C.J. Lane                           | 1               | 91             |
| 17   | Mickie Knuckles/Izza Belle Smothers | 3               | 85             |
| 18   | Hannah Blossom                      | 3               | 83             |
| 19   | Heidi Lovelace                      | 1               | 60             |
| 20   | Madi Maxx                           | 1               | 52             |
| 21   | Scarlet                             | 2               | 49             |
| 22   | Taryn Shay                          | 1               | 35             |
| 23   | Beth Phoenix                        | 1               | 28             |
| 23   | Holly Blossom                       | 1               | 28             |
| 23   | The Bodyguy                         | 1               | 28             |
| 26   | Taryn Terrell                       | 1               | 17             |
| 27   | Jamie Lynn                          | 1               | 14             |
| 28.  | Brittany Garcia                     | 1               | 1+             |
| 29   | Reggie                              | 1               | <1             |
| 29   | The Baroness                        | 1               | <1             |